# Herbert Dreilich
Herbert Dreilich, född 5 december 1942 i Mauterndorf i Österrike, död 12 december 2004 i Berlin, var en tysk rockmusiker.
Dreilich var sångare och gitarrist i rockgruppen Karat 1975–2004.
Han är far till musikern Claudius Dreilich (född 1970), som numera är sångare i Karat (sedan 2005).